# Joseph Léopold Sigisbert Hugo
Joseph Léopold Sigisbert Hugo, francoski general, * 1773, † 1828.
Njegov sin je bil pisatelj Victor Hugo.
1. 1 2  data.bnf.fr: platforma za odprte podatke — 2011.
2. ↑  podatkovna baza Léonore — ministère de la Culture.
3. ↑  https://www.estrepublicain.fr/edition-nancy-et-agglomeration/2020/02/22/savez-vous-qui-est-l-un-des-plus-grands-ecrivains-francais-dont-le-pere-est-ne-en-vieille-ville-a-nancy
4. ↑  Find a Grave — 1996.
5. ↑  GeneaStar